# Ferrari 250
250 é uma série de modelos de veículos Ferrari produzido entre os anos 1950 e 1960.
A gama é bastante conhecida por sua aparição no filme Ferris Bueller's Day Off (1986), de John Hughes, com Matthew Broderick, Mia Sara e Alan Ruck.

## Semelhanças
A maioria dos Ferrari 250 de rua compartilham as mesmas duas distâncias entre eixos, 2.400 mm (94,5 pol.) para distância entre eixos curta (SWB) e 2.600 mm (102,4 pol.) para distância entre eixos longa (LWB). A maioria dos descapotáveis usa o tipo SWB.
Quase todos os 250 compartilham o mesmo motor V12 Colombo Tipo 125. Com 2.953 cc, era notável por seu peso leve e produção de até 300 PS (221 kW; 296 hp) no Testarossa e no GTO. O V12 pesava centenas de quilos a menos que seus principais concorrentes - por exemplo, tinha quase a metade do peso do Jaguar XK de 6 cilindros em linha.
O motor V12 impulsionou os carros de corrida Ferrari 250 a inúmeras vitórias.